# 韓因
韩因，字可宗，元朝汴梁人。
年轻时习举子业，报负志气不同一般。反元军占据汝宁府，官军讨伐，久攻不下。朝廷下诏赦免叛逆，招募可持诏进入反元军军营的人，委任虚衔。韩因应命，于是以唐州判官出使。反元首领害怕下属动摇，让韩因在城外，接受诏书而不读，再三诘问，韩因恳切回答“恩宥宽大，祸福所系”。首领不听，于是放韩因回报。韩因出来，乘马环营，大声说：“你等是好百姓，为什么不出降回归田里，而甘心跟随逆贼驱使？”众人愕然相视。有人告诉首领，首领追到韩因，责备他说的话。韩因破口大骂，于是被寸割而死。